# Оливейра (микрорегион)

Оливейра на карте.

Оливейра (порт. Microrregião de Oliveira) — микрорегион в Бразилии, входит в штат Минас-Жерайс. Составная часть мезорегиона Запад штата Минас-Жерайс. Население составляет 	125 981	 человек (на 2010 год). Площадь — 	4027,848	 км². Плотность населения — 	31,28	 чел./км².

## Демография
Согласно сведениям, собранным в ходе переписи 2010 г. Национальным институтом географии и статистики (IBGE), население микрорегиона составляет:						
| Полное население                             | Полное население                             | Полное население                             | Полное население                             | 125 981 |
| -------------------------------------------- | -------------------------------------------- | -------------------------------------------- | -------------------------------------------- | ------- |
| в том числе:                                 | Городское население                          | 101 552                                      | Процент городского населения, %              | 80,61   |
|                                              | Сельское население                           | 24 429                                       | Процент сельского населения, %               | 19,39   |
|                                              | Мужское население                            | 62 750                                       | Процент мужского населения, %                | 49,81   |
|                                              | Женское население                            | 63 231                                       | Процент женского населения, %                | 50,19   |
| Плотность населения, чел/км²                 | Плотность населения, чел/км²                 | Плотность населения, чел/км²                 | Плотность населения, чел/км²                 | 31,28   |
| Население микрорегиона в % к населению штата | Население микрорегиона в % к населению штата | Население микрорегиона в % к населению штата | Население микрорегиона в % к населению штата | 0,64    |

## Статистика
- Валовой внутренний продукт на 2003 год составляет 537 038 097,00 реалов (данные: Бразильский институт географии и статистики).
- Валовой внутренний продукт на душу населения на 2003 год составляет 4347,79 реалов (данные: Бразильский институт географии и статистики).
- Индекс развития человеческого потенциала на 2000 год составляет 0,750 (данные: Программа развития ООН).

## Состав микрорегиона
В составе микрорегиона включены следующие муниципалитеты:
1. Бон-Сусесу
2. Карму-да-Мата
3. Кармополис-ди-Минас
4. Ибитуруна
5. Оливейра
6. Паса-Темпу
7. Пирасема
8. Санту-Антониу-ду-Ампару
9. Сан-Франсиску-ди-Паула